# To Catch a Killer
To Catch a Killer é um telefilme produzido nos Estados Unidos em 1992, escrito por Jud Kinberge dirigido por Eric Till, baseado na história real do famoso serial killer John Wayne Gacy conhecido como o “Palhaço Assassino”. 
Brian Dennehy foi nomeado ao prêmio Emmy Award na categoria "Melhor Ator em Minissérie ou Especial".

## Sinopse
Onda de crimes assola a cidade de Chicago, assustando a população. A polícia sabe que os crimes são obra de um violento assassino em série que estuprou e assassinou mais de 30 jovens, mas enfrenta sérias dificuldades para capturá-lo. Compilação de minissérie baseada em fatos reais.

## Elenco
- Brian Dennehy....John Wayne Gacy
- Michael Riley....Lieutenant Joseph 'Joe / Polock' Kozenczak
- Margot Kidder... Rachel Grayson
- Meg Foster.... City Attorney Linda Carlson
- Martin Julien....Theodore 'Ted' Koslo
- Scott Hylands...Delta Squad Sergeant Mike Paxton
- David Eisner....Detective Terry Williams
- John Boylan....Detective Gary Atkins